# James Chen (Pokerspieler)
James Chen (* 25. Dezember 1983 in Taipeh) ist ein professioneller taiwanischer Pokerspieler. Er gewann 2019 ein Bracelet beim Super High Roller der World Series of Poker Europe.

## Persönliches
Chen arbeitete vor seiner Pokerkarriere als Appentwickler. Er lebt in Taichung.

## Pokerkarriere
Chen erzielte seine erste Geldplatzierung bei einem Live-Turnier Anfang Juli 2014 bei der World Series of Poker (WSOP) im Rio All-Suite Hotel and Casino am Las Vegas Strip. Dort kam er beim in der Variante No Limit Hold’em gespielten Little One for One Drop in die Geldränge. Mitte September 2015 gewann er das High Roller des Macau Poker Cup in Macau mit einer Siegprämie von umgerechnet knapp 220.000 US-Dollar. Diesen Turniersieg wiederholte er ein Jahr später, wofür er nun umgerechnet knapp 300.000 US-Dollar erhielt. Im Januar 2017 gewann der Taiwaner die A$25.000 Challenge der Aussie Millions Poker Championship in Melbourne und sicherte sich eine Siegprämie von über 860.000 Australischen Dollar. Mitte Oktober 2017 belegte er beim Main Event der Triton Poker Series in Macau den mit umgerechnet rund 300.000 US-Dollar dotierten neunten Platz. Ende März 2018 setzte er sich beim High Roller der Asia Pacific Poker Tour in Macau durch und sicherte sich eine Siegprämie von umgerechnet mehr als 510.000 US-Dollar. Bei der WSOP 2019 belegte Chen beim Pot-Limit Omaha High Roller den zweiten Platz, der mit rund einer Million US-Dollar bezahlt wurde. Mitte Oktober 2019 gewann er das 250.000 Euro teure Super High Roller der World Series of Poker Europe im King’s Resort in Rozvadov und sicherte sich sein bisher mit Abstand höchstes Preisgeld von über 2,8 Millionen Euro sowie als erster Taiwaner ein Bracelet. Bei der WSOP 2021 belegte der Taiwaner den mit über 110.000 US-Dollar dotierten zweiten Platz bei der Seven Card Stud Championship. Anfang August 2023 erreichte er beim Luxon Invitational der Triton Series in London den Finaltisch und erhielt als Neunter 680.000 US-Dollar. Auch beim Main Event der Turnierserie saß er zwei Tage später am Finaltisch und sicherte sich als Siebter über 700.000 US-Dollar.
Insgesamt hat sich Chen mit Poker bei Live-Turnieren mehr als 9 Millionen Dollar erspielt und ist damit der erfolgreichste taiwanische Pokerspieler.